# Mélittologie
Apicologie, Apidologie

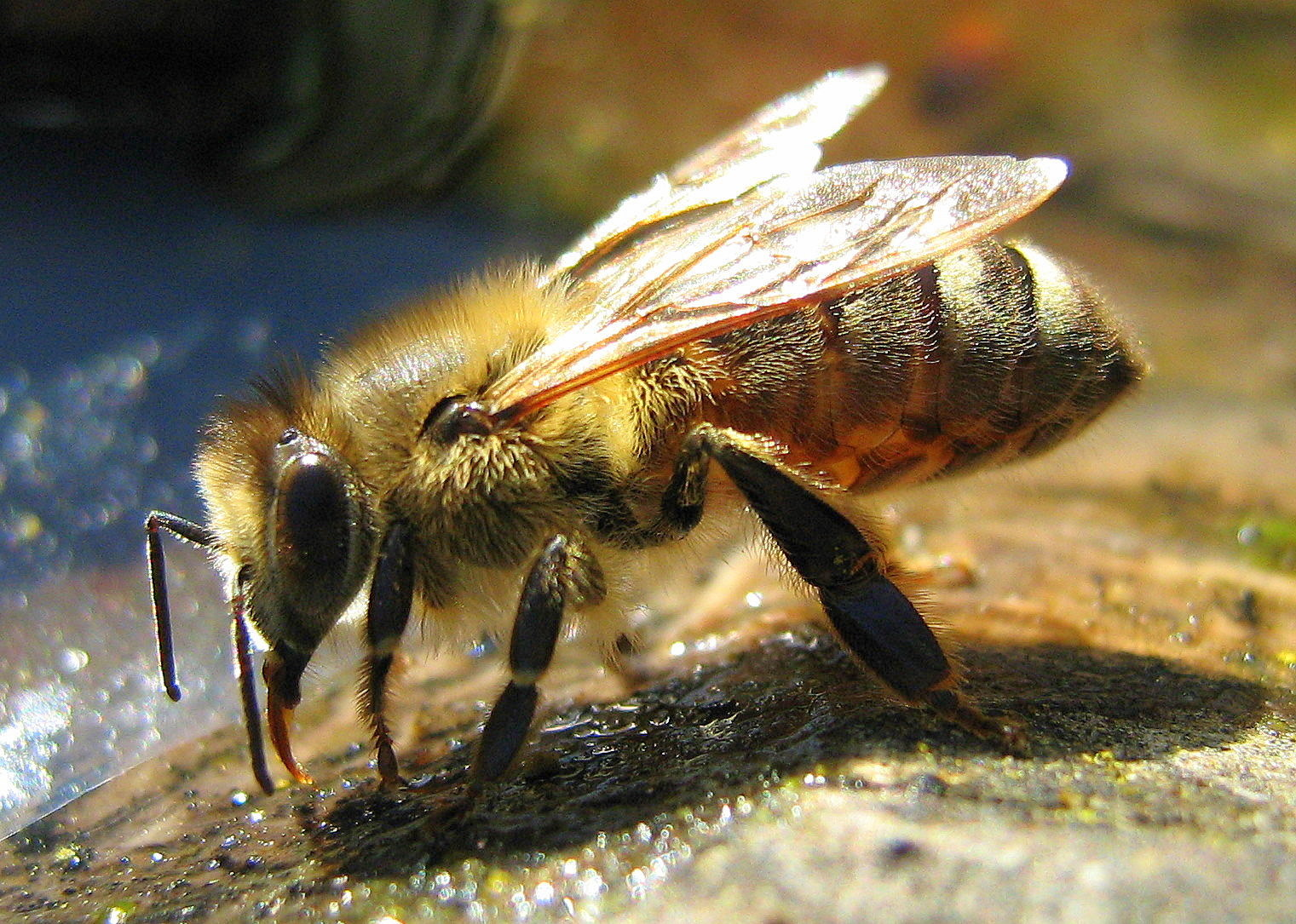
Une abeille se désaltérant.

La mélittologie (du grec μέλιττα (mélitta) « abeille, miel », avec le suffixe -logie) est une branche de l'entomologie concernant l'étude scientifique des plus de 20 000 espèces d’abeilles du clade des Anthophila y compris les abeilles mellifères et les bourdons.

## Subdivisions
La mélittologie comprend deux sous-divisions : 
- l'apidologie (du latin apis, « abeille », avec le suffixe -logie) qui se concentre sur les abeilles mellifères. Ces dernières, en tant qu'insectes sociaux, sont souvent utilisées comme objet d'étude pour répondre à des questions sur l'évolution des systèmes sociaux ;
- l'apicologie qui traite de l'écologie des abeilles.

Le terme « apiologie » est en français une variante vieillie d'« apidologie ». À l'inverse en anglais, "apiology" prévaut sur sa variante "apidology" (surtout dans l’hémisphère occidental).
Le terme « apidologie » est aussi parfois utilisé de manière interchangeable avec celui de « mélittologie »[réf. nécessaire].

## Sociétés mélittologiques, apidologiques et apicoles
Les mélittologues et les apidologues sont soutenus par un certain nombre de sociétés scientifiques et d'associations, tant nationales qu’internationales, dont le rôle principal est d'encourager l'étude des abeilles et la recherche apicole :
- Association internationale de recherche sur les abeilles
- Association nationale des abeilles de Nouvelle-Zélande
- Association des apiculteurs britanniques
- Association des apiculteurs allemands
- L'observatoire français d'apidologie
- Fédération des associations d'apiculteurs irlandais
- Société centrale d'apiculture de Paris

## Revues mélittologiques, apidologiques et apicoles
- Apidologie
- Journal des abeilles américaines
- Journal de recherche apicole
- Journal de mélittologie